# Песков, Иван Фёдорович
Ива́н Фёдорович Песко́в (23 февраля 1922, д. Аверкиево, ныне Павлово-Посадский район, Московская область — 7 декабря 1972, Электросталь, Московская область) — телефонист 172-й отдельной роты связи 333-й Краснознамённой Синельниковской стрелковой дивизии 6-й армии 3-го Украинского фронта, красноармеец, Герой Советского Союза.

## Биография
Родился 23 февраля 1922 года в семье крестьянина. Русский. После окончания 5 классов работал в колхозе.
Был призван в ряды Красной Армии в апреле 1942 года. На фронтах Великой Отечественной войны с августа 1942 года.
Красноармеец Иван Песков особо отличился при форсировании Днепра в районе города Запорожье. 26 ноября 1943 года И. Ф. Песков во главе группы связистов под огнём неприятеля переправился через Днепр, проложил кабельную линию и установил телефонную связь авангарда наступающих войск с командованием. В рукопашной схватке на отвоёванном у врага днепровском плацдарме Песков уничтожил шестерых гитлеровцев.
Указом Президиума Верховного Совета СССР от 22 февраля 1944 года за образцовое выполнение боевых заданий командования на фронте борьбы с немецко-фашистскими захватчиками и проявленные при этом мужество и героизм красноармейцу Пескову Ивану Фёдоровичу присвоено звание Героя Советского Союза с вручением ордена Ленина и медали «Золотая Звезда» под номером 2677.
В 1946 году старшина И. Ф. Песков демобилизован. Работал слесарем в строительно-монтажном управлении треста «Мособлстрой-9» города Электросталь Московской области. Умер 7 ноября 1972 года.

## Память
- Бюст Героя Советского Союза Ивана Фёдоровича Пескова установлен в деревне Аверкиево[2].
- Мемориальная доска в городе Электросталь на улице К. Маркса на фасаде дома № 37, в котором жил Герой.